# Fauna limícola
La fauna limícola és el conjunt d'animals que habiten en el fons fangós de les aigües dolces, colgats totalment o parcialment en el llim.